# María Galiana Medina
María Galiana Medina   (Sevilla, 31 de maig de 1935) és una actriu espanyola, molt coneguda i respectada en el teatre andalús i cinema espanyol com a actriu de repartiment. Abans del seu salt a l'actuació va ser professora d'institut.

## Biografia
Llicenciada en Filosofia i Lletres, especialitat d'Història, Galiana va exercir com a professora d'Història i Història de l'Art als instituts públics INB Virgen de Valme, IES Bellavista, IES Ramón Carande (anteriorment anomenat Almirante Topete) i IES Ciudad Jardín (Sevilla) fins a la seva jubilació (2000). Aquest mateix any va guanyar el Goya a la Millor actriu de repartiment, pel seu únic paper protagonista que ha tingut: Solas, un drama sobre la solitud, la pobresa i els somnis ofegats, amb Galiana en el paper de mare i esposa sofridora.
Ha treballat, com a actriu, sota les ordres de José Luis García Sánchez, Fernando Trueba, Jaime de Armiñán, José Luis Cuerda o Vicente Aranda.
Es popularment coneguda pel seu paper de l'àvia Herminia a Cuéntame cómo pasó (2001 - actualitat), sèrie que narra les vivències d'una família de classe mitjana, els Alcántara, durant els últims anys del franquisme i els començaments de la Transició espanyola.
A més, també va ser protagonista de La Mari (2003 i 2010), una sèrie emesa a TV3 i Canal Sur en la qual apareixen Ana Fernández, Ramon Madaula i Carlos Hipólito i que tracta sobre una emigrant andalusa establerta a la Barcelona dels 60, 70 i principi dels 80.
A Montequinto, un barri de Dos Hermanas (ciutat pròxima a Sevilla), hi ha un institut públic amb el seu nom.

## Filmografia
- Los muertos no se tocan, nene (José Luis García Sánchez, 2011)
- La caja (Juan Carlos Falcón, 2006)
- Pura sangre (Leo Ricciardi, 2005)
- Tapas (Juan Cruz i José Corbacho, 2005)
- Roma (Adolfo Aristaraín, 2004)
- Una pasión singular (Antonio Gonzalo, 2003)
- Más pena que gloria (Víctor García León, 2000)
- Fugitivas (Miguel Hermoso, 2000)
- Plenilunio (Imanol Uribe, 2000)
- La pasión turca, 1994
- Solas (Benito Zambrano, 1999)
- Yerma (Pilar Távora, 1998)
- Libertarias (Vicente Aranda, 1996)
- Más allá del jardín (Pedro Olea, 1996)
- El rey del río (Manuel Gutiérrez Aragón, 1995)
- Así en el cielo como en la tierra (José Luis Cuerda, 1995)
- El palomo cojo (Jaime de Armiñan, 1995)
- Suspiros de España (José Luis García Sánchez, 1995)
- Tirano Banderas (José Luis García Sánchez, 1993)
- Belle Époque (Fernando Trueba, 1992)
- Malaventura (Manuel Gutiérrez Aragón, 1988)
- Pasodoble (José Luis García Sánchez, 1988)
- Madre in Japan (Francisco Perales, 1985)

## Televisió
| Any            | Sèrie                              | Canal           | Personatge                      | Notes        |
| -------------- | ---------------------------------- | --------------- | ------------------------------- | ------------ |
| 1989           | Juncal                             | La 1            | Tita Sole                       | 4 episodis   |
| 1990           | La seducción del caos              | La 1            |                                 | TV-Movie     |
| 1994           | La mujer de tu vida                | La 1            | Carrillo                        | 1 episodi    |
| 1996           | Juntas pero no revueltas           | La 1            | Carmela                         | 1 episodi    |
| 1996           | Turno de oficio                    | La 1            | Anciana Vudú                    | 1 episodi    |
| 1997 - 1998    | Andalucía, un siglo de fascinación | Canal Sur       | Professora de cant / Antiquària | 2 episodis   |
| 1999           | Petra Delicado                     | Telecinco       | Pilar                           | 1 episodi    |
| 2001 - present | Cuéntame cómo pasó                 | La 1            | Herminia López                  | 352 episodis |
| 2003           | La Mari                            | Canal Sur / TV3 | Genara                          | 2 episodis   |

## Teatre
- Fugadas (2009-2011), de Tamzin Townsend.
- Las troyanas (2000), d'Eurípides, Al Festival de Teatre Clàssic de Mèrida.
- El lindo don Diego (1994), d'Agustín Moreto.
- La casa de Bernarda Alba (1992), de Federico García Lorca[2]
- El hombre que murió en la guerra (1990), dels germans Machado (Manuel o Antonio).
- Conversaciones con mama (2013), de Santiago Carlos Oves.
- La asamblea de mujeres (2015), d'Aristòfanes, dirigida per Juan Echanove.

## Premis
- Medalla d'Andalusia (2000).
- El Cercle d'Escriptors Cinematogràfics li va concedir en 2000 la Medalla a la millor actriu per la seva interpretació en Solas.[3]
- Premi Goya a Millor Actriu de Repartiment, per la seva interpretació a Solas.[4]
- Filla Predilecta d'Andalusia (2017).
- Premis Iris en la categoria de millor interpretació femenina de repartiment pel seu paper de l'àvia Cuéntame como pasó.